# Rząd Gyuli Szapáry

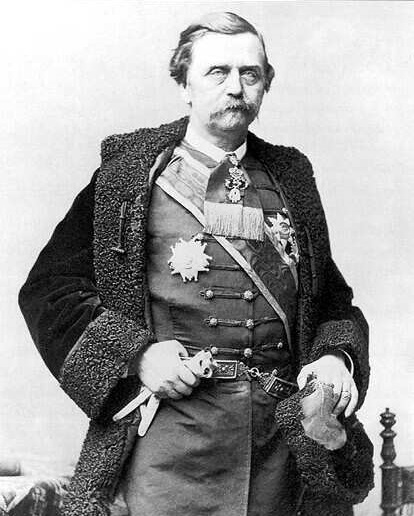
Gyula Szapáry

Rząd Gyuli Szapáry – rząd Królestwa Węgier, działający od 15 marca 1890 do 19 listopada 1892, pod przewodnictwem premiera Gyuli Szapáry.